# Ravières
Ravières est une commune française située dans le département de l'Yonne, en région de Bourgogne-Franche-Comté. Elle est traversée par le canal de Bourgogne.

## Géographie

### Hydrographie
La commune est traversée par l'Armançon et le canal de Bourgogne selon un axe nord-sud. L'Armançon est barré d'un seuil-déversoir en limite du village de Nuits, qui créé un bassin ainsi qu'une petite cascade. Le canal possède sur la commune un petit port au sud-ouest du bourg et une écluse (no 76) au nord du bourg sur la route d'Ancy-le-Franc.
Le ruisseau de Plainefaux, canalisé dans sa partie traversant le centre-bourg, se jette dans La Petite Rivière, un bras secondaire de l'Armançon, en limite du village.
La plaine à l'ouest du bourg, entre le canal et l'Armançon, est inondée chaque année en hiver, les infrastructures ferroviaires qui la traversent sont adaptées en conséquence (talus et ballast surélevé, ponts pour le passage de l'eau).

### Villages, hameaux, lieux-dits, écarts
Aucun hameau sur le territoire communal en sus du bourg de Ravières.
Quatre écarts :
- La Malassise (ferme sur le plateau dit des Accins, en limite nord-est de la commune) ;
- La Chapoline (ferme très proche de la précédente, ancien Fief) ;
- Les Larris aux Curés (dans le bois des Brousses) ;
- Les Perrets (entre le canal et les coteaux qui longent le canal au nord du bourg, incluant une maison et un chalet après l'écluse en direction de Chassignelles).
Autres lieux-dits, non habités :
- Les bois : bois de Champoux ; bois des Brousses (incluant l'essart Pion) ; bois communal de Ravières (incluant la Grande Réserve au nord de la RD210 et la Petite Réserve au sud ; la Grande Ligne, la Ligne Ferrée et la ligne des Trois Fayards sont les sentes historiques du bois) ; le Sart (un petit bois contigu à l'ouest du précédent) ; bois du Petit Mont Main et du Grand Mont Main (sur des buttes séparées du Sart par la RD953) ; Garle (partie du bois de Garle sur le territoire communal de Ravières)
- Dans la plaine inondable cultivée à l'ouest du territoire communal : Prairiot (au nord de la voie ferrée entre la Petite Rivière et l'Armançon), les Noues (au sud de la voie ferrée entre la Petite Rivière et l'Armançon), la Lice (entre la Petite Rivière et le canal), Moloise (entre l'Armançon et le canal au nord) et les Laumes (entre le canal et les carrières au sud du bourg)
- Sur les plateaux cultivés au nord du bourg : Sous Pont, la Forêt (ancienne ferme disparue), la Fourtière, Prestalon, la Creusotte et Molle Vau
- Les coteaux : Bardin (coteau boisé d'un des plateaux au nord du bourg), la Côte aux Loups (boisée, du côté des carrières au sud du bourg)
- Les combes : Varenne (où la combe du ruisseau de Plainefaux se raccorde au bourg) ; la combe Joubart et la Vallée aux Biches (qui rejoignent la précédente) ; la combe aux Épousées (sous les carrières au sud du bourg) ; à noter que la RD210 est dite la Rufosse dans la combe cultivée en bas et dite Côte du Boulin dans la partie boisée de la combe en haut.

### Climat
Pour des articles plus généraux, voir Climat de la Bourgogne-Franche-Comté et Climat de l'Yonne.
En 2010, le climat de la commune est de type climat océanique dégradé des plaines du Centre et du Nord, selon une étude du Centre national de la recherche scientifique s'appuyant sur une série de données couvrant la période 1971-2000. En 2020, Météo-France publie une typologie des climats de la France métropolitaine dans laquelle la commune est exposée à un climat océanique altéré et est dans la région climatique  Lorraine, plateau de Langres, Morvan, caractérisée par un hiver rude (1,5 °C), des vents modérés et des brouillards fréquents en automne et hiver. 
Pour la période 1971-2000, la température annuelle moyenne est de 10,4 °C, avec une amplitude thermique annuelle de 16 °C. Le cumul annuel moyen de précipitations est de 826 mm, avec 12,4 jours de précipitations en janvier et 8,2 jours en juillet. Pour la période 1991-2020, la température moyenne annuelle observée sur la station météorologique de Météo-France la plus proche, « Cruzy_sapc », sur la commune de Cruzy-le-Châtel à 14 km à vol d'oiseau, est de 11,1 °C et le cumul annuel moyen de précipitations est de 845,8 mm. 
La température maximale relevée sur cette station est de 40,7 °C, atteinte le 25 juillet 2019 ; la température minimale est de −21 °C, atteinte le 16 janvier 1985,,. 
Les paramètres climatiques de la commune ont été estimés pour le milieu du siècle (2041-2070) selon différents scénarios d'émission de gaz à effet de serre à partir des nouvelles projections climatiques de référence DRIAS-2020. Ils sont consultables sur un site dédié publié par Météo-France en novembre 2022.

## Urbanisme

### Typologie
Au 1er janvier 2024, Ravières est catégorisée bourg rural, selon la nouvelle grille communale de densité à sept niveaux définie par l'Insee en 2022.
Elle est située hors unité urbaine et hors attraction des villes,.

### Occupation des sols
L'occupation des sols de la commune, telle qu'elle ressort de la base de données européenne d’occupation biophysique des sols Corine Land Cover (CLC), est marquée par l'importance des forêts et milieux semi-naturels (47,6 % en 2018), une proportion sensiblement équivalente à celle de 1990 (47,3 %). La répartition détaillée en 2018 est la suivante : 
forêts (47,6 %), terres arables (36,9 %), zones agricoles hétérogènes (10,2 %), zones urbanisées (2,8 %), mines, décharges et chantiers (2,5 %). L'évolution de l’occupation des sols de la commune et de ses infrastructures peut être observée sur les différentes représentations cartographiques du territoire : la carte de Cassini (XVIIIe siècle), la carte d'état-major (1820-1866) et les cartes ou photos aériennes de l'IGN pour la période actuelle (1950 à aujourd'hui).

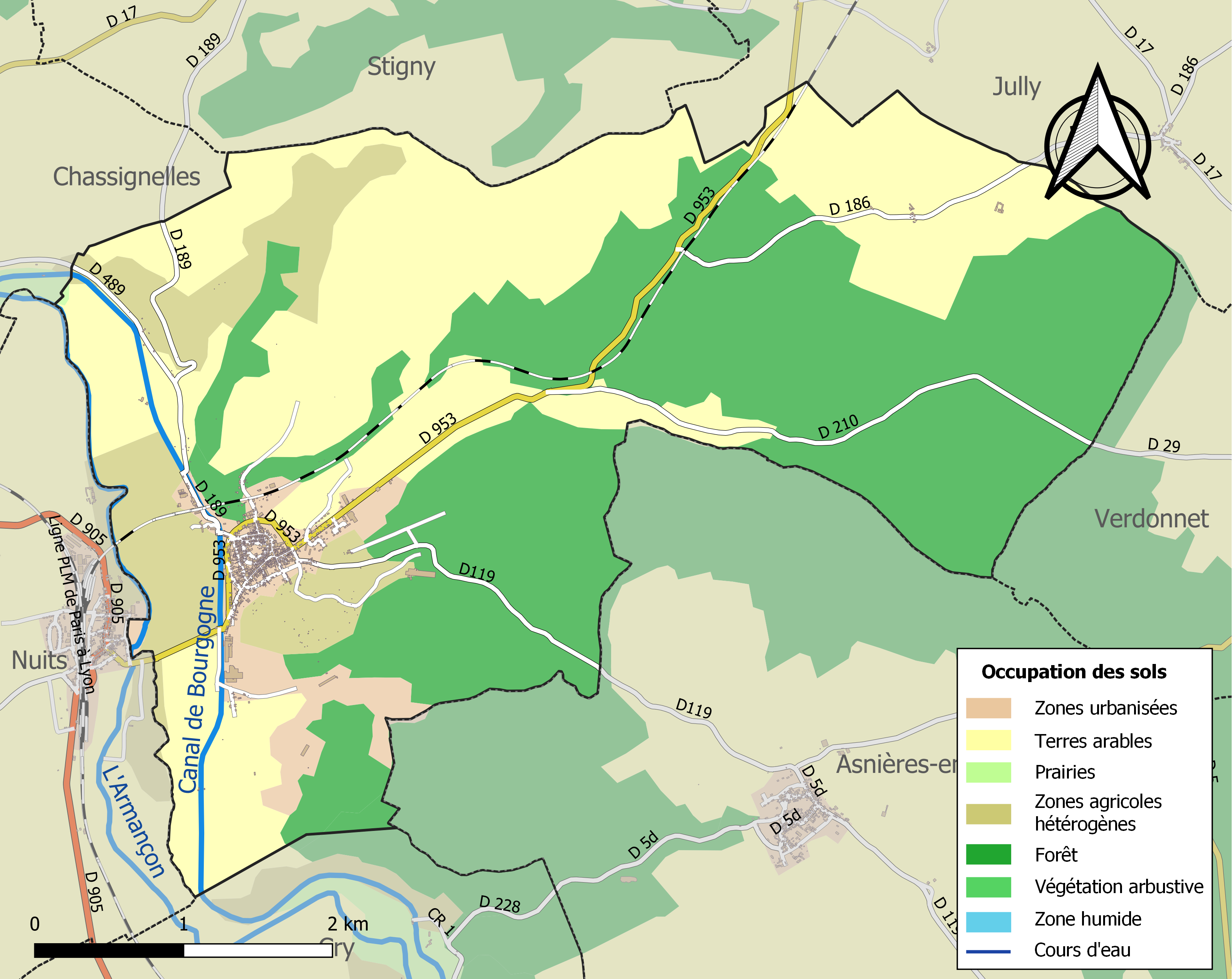
Carte des infrastructures et de l'occupation des sols de la commune en 2018 (CLC).

## Histoire
Appelé Ribarias au VIIIe siècle puis Raverias au XIIe siècle, parfois Rabiera.
Ravières était un fief fortifié du comté de Tonnerre.
L'enceinte fortifiée qui l'entourait a été rasée en 1591 ainsi que la maison forte située au centre, mais le village possède encore des traces de cette époque (fin XVe, début XVIe) : maisons anciennes et vestiges de l'enceinte.
Au XVIIe siècle, les Clermont étaient marquis de Cruzy et seigneurs de Ravières.
Les villages de Ravières et Nuis (renommé depuis Nuits-sur-Armançon) apparaissent déjà reliés par une route viabilisée sur la carte de Cassini de 1750.

## Économie et tourisme
L'exploitation de carrières, acheminant la pierre via le canal, était commune dans ce pays de la pierre blanche et participait grandement à l'économie locale. Il reste des dizaines de vestiges de carrières sur le territoire communal et deux sont encore exploitées La scierie de pierres est elle aussi encore en activité (Rocamat, au sud du bourg le long du canal de bourgogne).
La commune ne possède pas de gros employeur ni de commerce de destination mais possède encore (au 1er janvier 2018) divers commerces de proximité en activité, majoritairement regroupés autour de la mairie : une supérette, une boulangerie, un restaurant, une galerie d'art, un coiffeur, une agence postale, un tabac-presse, une agence bancaire, un studio d’enregistrement.
Un point presse-bazar, une pharmacie, une boucherie et un bar ont fermé au cours des années 2010-2020. La rue principale (rue Camille Rizier) présente diverses cellules commerciales vacantes.
Il existe une petite activité touristique, essentiellement estivale et liée à la rivière Armançon, au port du canal de Bourgogne, aux sites de la commune (voir plus bas) et à ceux des environs (notamment les châteaux de Rochefort, de Nuits et d'Ancy-le-Franc situés dans les communes voisines), qui font du village une halte pour les plaisanciers et les cyclotouristes.
« Ravières en scène », un festival gratuit d'apéro-concerts lancé en 2015 et se déroulant les vendredis soir de juillet et août sur la place de l'Hôtel-de-ville, participe à l'attractivité locale en été.

## Politique et administration
| Période    | Période                             | Identité                     | Étiquette | Qualité           |
| ---------- | ----------------------------------- | ---------------------------- | --------- | ----------------- |
| 1789       | 1790                                | Pierre-Nicolas LAMARRE       |           |                   |
| 1790       | 1790                                | Louis Turreau de LINIERES    |           |                   |
| 1790       | 1791                                | Pierre FORESTIER             |           |                   |
| 1791       | 1792                                | Pierre MEAT                  |           |                   |
| 1792       | 1794                                | Henri-Julien DUPOTET         |           |                   |
| 1801       | 1808                                | Pierre FORESTIER             |           |                   |
| 1808       | 1811                                | Pierre MEAT                  |           |                   |
| 1812       | 1816                                | Pierre FORESTIER             |           |                   |
| 1816       | 1837                                | Edme DAUPHIN                 |           |                   |
| 1837       | 1843                                | Rémy ROBIN                   |           |                   |
| 1843       | 1846                                | Jean-Pierre Napoléon MIGNARD |           |                   |
| 1846       | 1852                                | Jules AUDIBERT               |           |                   |
| 1852       | 1855                                | Eugène DAUPHIN               |           |                   |
| 1855       | 1858                                | Jules Audibert               |           |                   |
| 1858       | 1876                                | Joseph Rizier                |           |                   |
| 1876       | 1881                                | Alphonse de CHAPPEDELAINE    |           |                   |
| 1881       | 1896                                | Gustave Alexandre DÉPORT     |           |                   |
| 1896       | 1925                                | Camille RIZIER               |           |                   |
| 1930       | 1936                                | Charles DEPORT               |           |                   |
| 1930       | 1936                                | Claude Jules LOMBARD         |           |                   |
| 1937       | 1958                                | Roger Thoral                 | Aucun     | Docteur           |
| 1958       | 1965 Démissionnaire en juillet 1965 | Henri Bailly                 | Aucun     | Chef d'entreprise |
| 1965       |                                     | Jean Gouot                   | Aucun     |                   |
|            |                                     |                              | Aucun     |                   |
|            | mars 2001                           | Jean Truchy                  |           | Chef d'entreprise |
| mars 2001  | mars 2008                           | Gilles Busseau               | Aucun     |                   |
| mars 2008  | avril 2014                          | Jean-Claude Gouot            | Aucun     |                   |
| 2014, 2020 | En cours                            | Bruno Letienne               |           | Ouvrier Qualifié  |

## Démographie
L'évolution du nombre d'habitants est connue à travers les recensements de la population effectués dans la commune depuis 1793. Pour les communes de moins de 10 000 habitants, une enquête de recensement portant sur toute la population est réalisée tous les cinq ans, les populations de référence des années intermédiaires étant quant à elles estimées par interpolation ou extrapolation. Pour la commune, le premier recensement exhaustif entrant dans le cadre du nouveau dispositif a été réalisé en 2007.

En 2022, la commune comptait 727 habitants, en évolution de −5,58 % par rapport à 2016 (Yonne : −1,95 %, France hors Mayotte : +2,11 %).
| 1793  | 1800  | 1806  | 1821  | 1831  | 1836  | 1841  | 1846  | 1851  |
| ----- | ----- | ----- | ----- | ----- | ----- | ----- | ----- | ----- |
| 1 079 | 1 195 | 1 139 | 1 129 | 1 172 | 1 241 | 1 226 | 1 313 | 1 426 |

| 1856  | 1861  | 1866  | 1872  | 1876  | 1881  | 1886  | 1891  | 1896  |
| ----- | ----- | ----- | ----- | ----- | ----- | ----- | ----- | ----- |
| 1 267 | 1 283 | 1 367 | 1 348 | 1 386 | 1 483 | 1 469 | 1 454 | 1 577 |

| 1901  | 1906  | 1911  | 1921  | 1926  | 1931  | 1936  | 1946  | 1954  |
| ----- | ----- | ----- | ----- | ----- | ----- | ----- | ----- | ----- |
| 1 550 | 1 632 | 1 642 | 1 420 | 1 453 | 1 420 | 1 307 | 1 170 | 1 229 |

| 1962  | 1968  | 1975  | 1982  | 1990 | 1999 | 2006 | 2007 | 2012 |
| ----- | ----- | ----- | ----- | ---- | ---- | ---- | ---- | ---- |
| 1 195 | 1 270 | 1 192 | 1 062 | 975  | 965  | 889  | 878  | 843  |

| 2017 | 2022 | - | - | - | - | - | - | - |
| ---- | ---- | - | - | - | - | - | - | - |
| 736  | 727  | - | - | - | - | - | - | - |

## Lieux et monuments
- Église Saint-Pantaléon de Ravières, classée en 1913[17]. État de conservation considéré comme Bon par l'Observatoire du Patrimoine Religieux (ORP).
- Hôtel de ville construit en 1821
- Nombreuses maisons des XVIe, XVIIe et XVIIIe siècles.
- Lavoir de 1829, avec 7 ouvertures, dont la restauration s'est achevée en 2018.
- Maison bourgeoise appartenant aux héritiers de la famille Davout.
- Vestiges d'un château XVIe ayant appartenu à la famille des Clermont.
- Ermitage Deon puis Chapelle funéraire Saint-Roch, Saint Alexandre fin XVIIIe/début XIXe, ou chapelle Davout, car elle abrite la sépulture de cette famille. Sans usage cultuel. État de conservation considéré comme Bon par l'Observatoire du Patrimoine Religieux (ORP).
- Ancien colombier seigneurial du XVIIIe sur la place Edme Dauphin, transformé en habitation.
- Écluse no 76 du canal de Bourgogne.
- Monument aux morts.
- Plusieurs calvaires.
- Nombreuses carrières.

## Personnalités liées à la commune
- Charles-Antoine Bridan (1730-1805), sculpteur né à Ravières et mort à Paris, professeur de l'Académie Royale de Peinture et de Sculpture. Une plaque commémorative est visible sur l'un des côtés de l'hôtel de Ville. Au delà de ses œuvres visibles à Paris, Chartres, Versailles ou Aix-en-Provence, certaines de ses réalisations peuvent être découvertes à proximité de Ravières : le calvaire de Moulin-en-Tonnerrois (calvaire en bois édifié en 1766, classé monument historique et protégé par un édicule en pierre), médaillon sculpté dans l'ancien hôpital de Tonnerre représentant François César Le Tellier (décédé en 1781, ce petit fils du conte de Tonnerre avait souhaité que Bridan réalise son mausolée dont il ne reste aujourd'hui que ce médaillon, visible à gauche du tombeau des Louvois). Une sculpture en pierre de Saint Roch dans l'église saint Pantaléon de Ravières, lui serait hypothétiquement attribuée en tant qu’œuvre de jeunesse.
- Louis Nicolas Davout, maréchal (1770-1823)
- Louis Alexandre Edme Davout (14 septembre 1773 - Étivey, province de Bourgogne-Franche-Comté ✝ 3 septembre 1820 - Ravières (Yonne)), général de brigade français, frère du maréchal.
- Chevalier d'Éon, bien qu'il soit né à Tonnerre, à quelques kilomètres de là.
- Pantaléon Barthelon de Ravières, poète. Il naquit à Ravières et fut recteur du collège de la ville. Du Verdier est le seul biographe qui en ait parlé. Tout porte à sembler qu'il ne jouissait pas d'une grande réputation de son vivant et ses ouvrages furent vraisemblablement oubliés après sa mort. Ses productions consistent en près de trois cents distiques, d'abord composés en latin et qu'il traduisit ensuite en quatrains François. Certains se démarquent par les traits satiriques qu'ils renferment ou par leur but moral.
- Cécile Simonnet, cantatrice d'opéra, s'est retirée à Ravières où elle est morte (1863-1921).

## Galerie

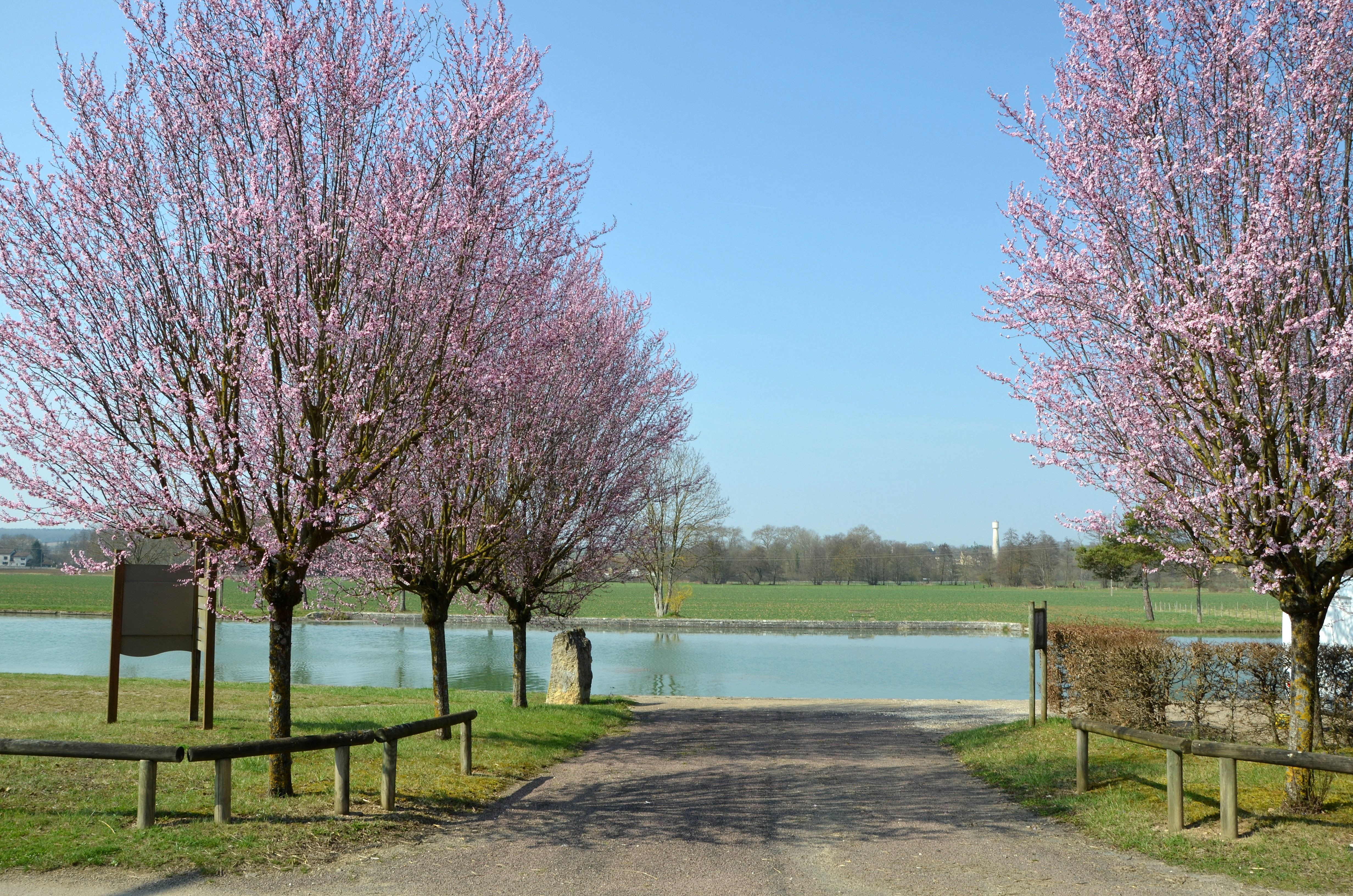
Port de Ravières sur le canal de Bourgogne.
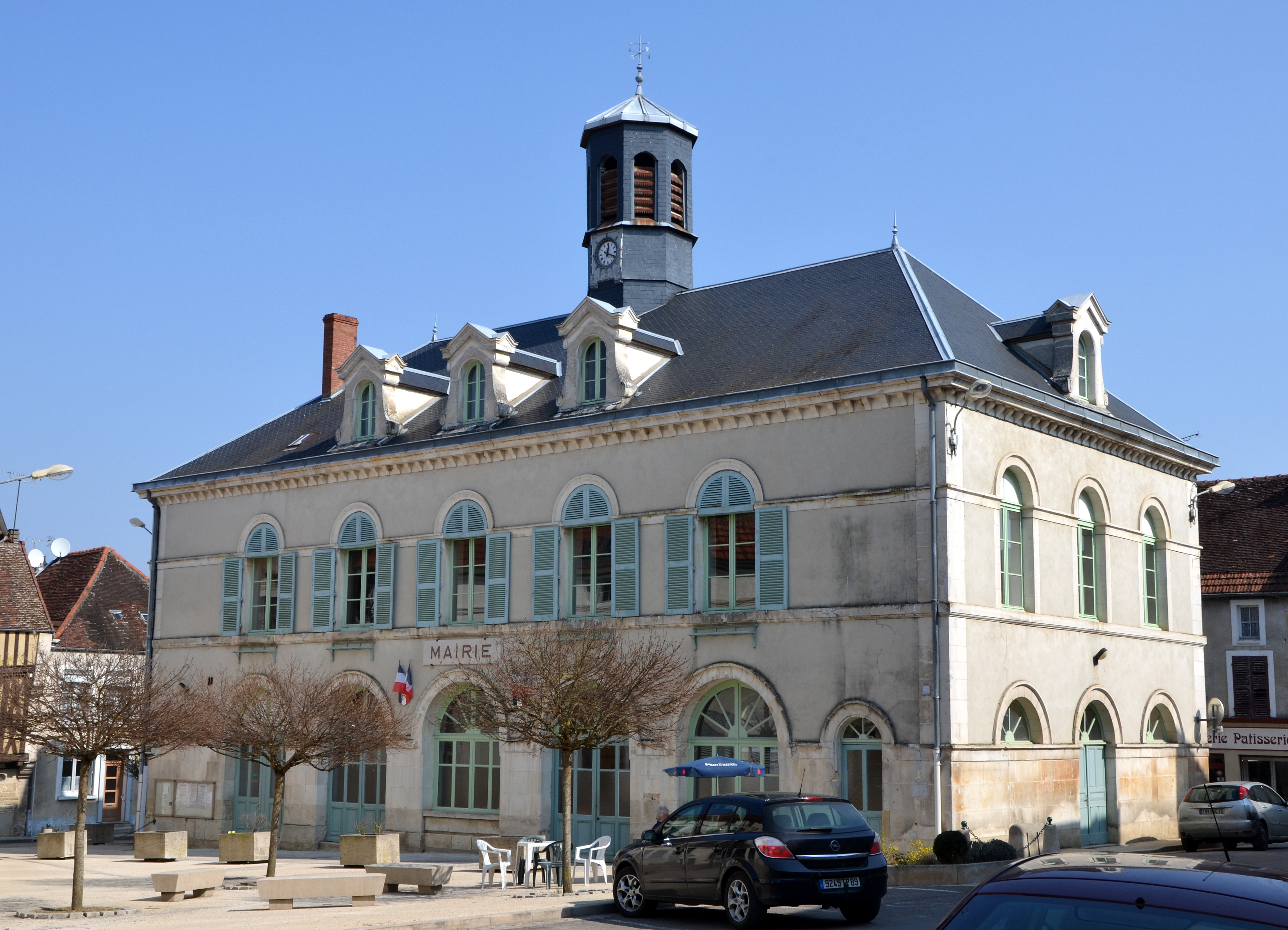
Mairie de Ravières.
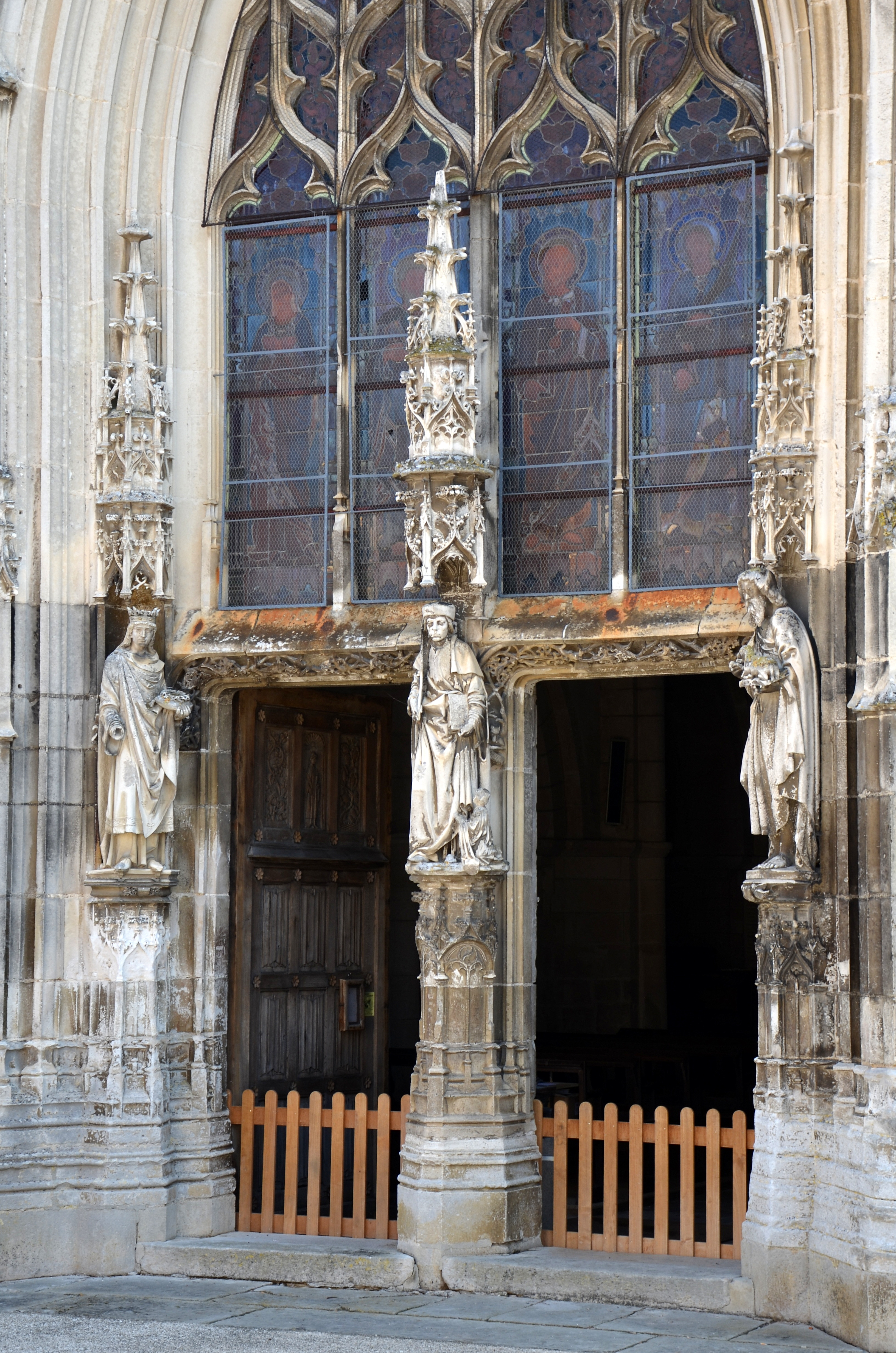
Église de Ravières.
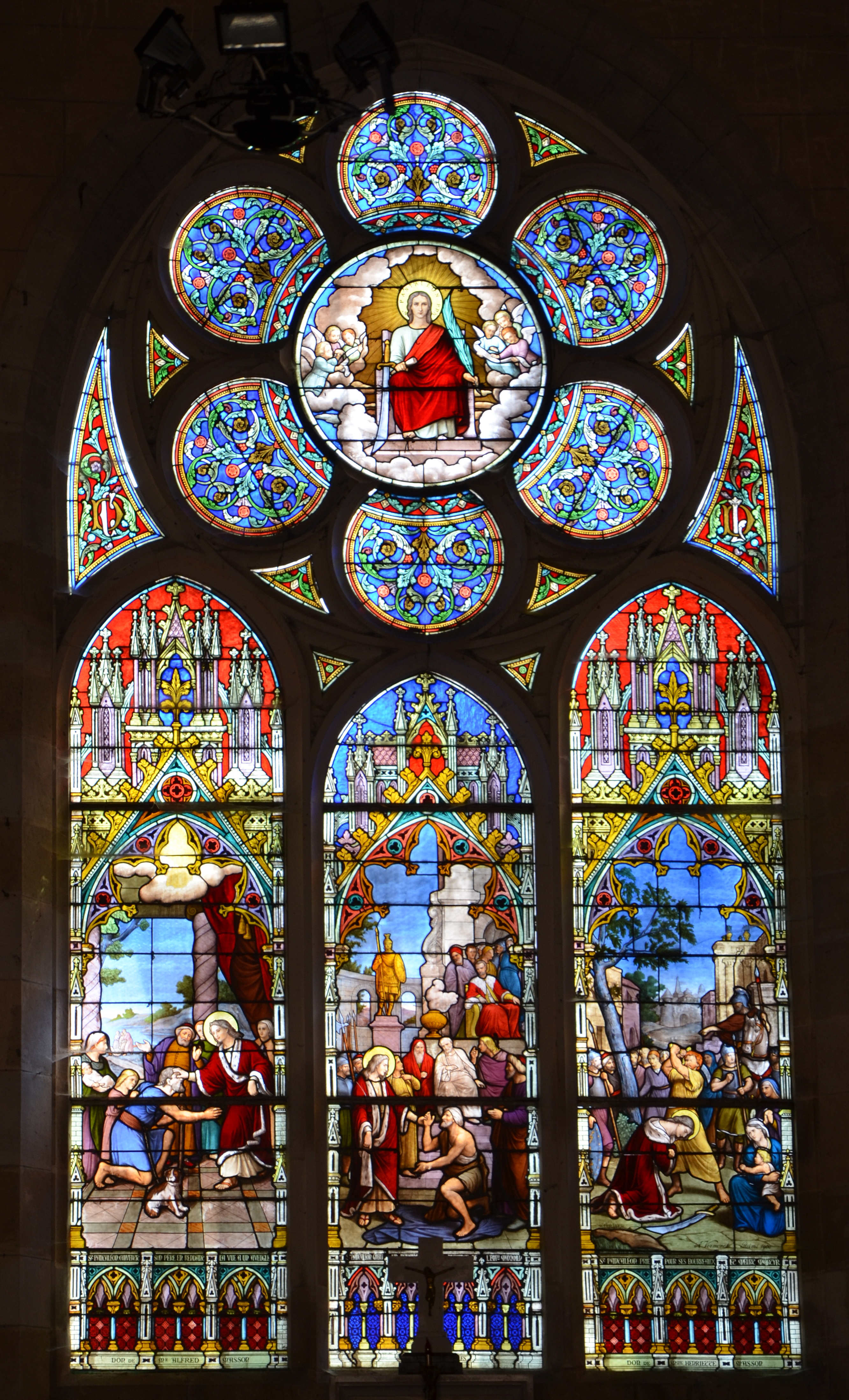
Vitrail de l'église de Ravières.

## Pour approfondir